# Suite villageoise d'Enesco
La Suite villageoise pour orchestre en ré majeur, op. 27 de Georges Enesco avait été commandée par l'orchestre philharmonique de New York ; elle a été achevée en novembre 1938. 

## Contexte
Cette Suite pour orchestre précédée par deux autres en 1903 et 1915 (qui n'est pas sans évoquer, en musique, l'éloge du village roumain par le philosophe Lucian Blaga), est à comparer aux chefs-d'œuvre symphoniques issus du folklore imaginaire d'un Bartók, d'un Szymanowski ou d'un Martinů.

## Structure
L'œuvre est en huit mouvements (qui, du troisième au sixième, sont liés entre eux) :
- Renouveau champêtre ;
- Gamins en plein air ;
- La Vieille Maison de l’enfance, au soleil couchant ;
- Pâtre ;
- Oiseaux migrateurs et corbeaux ;
- Cloches vespérales ;
- Rivière sous la lune ;
- Danses rustiques.

Son exécution dure environ une demi-heure.